# Edmund Kowal
Edmund Kowal (Bytom, Polonia, 16 de febrero de 1931 - Zabrze, Polonia, 22 de abril de 1960) fue un exfutbolista polaco.

## Carrera
Edmund Kowal estuvo jugando en varios clubes hasta fichar por el Wawel Cracovia. Entre 1953 y 1956 jugó en el Legia de Varsovia, ganando en sus dos últimas temporadas con la entidad la Ekstraklasa de forma consecutiva. En 1957 se trasladó a Zabrze, levantando su tercera liga.
Hizo su debut con la selección polaca el 13 de septiembre de 1953 contra Bulgaria. Sería convocado siete veces más, marcó un gol. Fallecería durante su trayectoria deportiva debido a un accidente de tranvía.